# Panucho
Le panucho est un antojito (en-cas mexicain) typique de la péninsule du Yucatán, au Mexique, consommé particulièrement entre Campeche et Mérida. Il se présente sous la forme d'une tortilla de maïs frite de forme évasée et d'une base de frijoles sur laquelle est déposée une garniture de viande effilochée, généralement du poulet ou de la cochinita pibil (porc effiloché) parfumée à l'orange amère, accompagnée d'oignon rouge coloré au roucou (appelé achiote), d'avocat, de carotte et de sauce pipián ou pimentée. La liste des ingrédients peut varier suivant les régions.

## Origine
Selon la tradition populaire, le panucho aurait été inventé à Mérida au XIXe siècle par un cuisinier du nom de Don Ucho, installé au lieu-dit Ermita de Santa Isabel au sud-ouest de la ville. Le met serait devenu populaire auprès des voyageurs venus de Campeche par le Camino Real (es) qui l'auraient surnommé le « pain de Don Ucho » (pan de Don Ucho en espagnol).
Selon cette même histoire, la première version du panucho était un bocadillo avant que le pain soit remplacé par une tortilla frite.